# Nereis rava
Nereis rava är en ringmaskart som beskrevs av Ehlers 1864. Nereis rava ingår i släktet Nereis och familjen Nereididae. Arten har ej påträffats i Sverige. Inga underarter finns listade i Catalogue of Life.